# Stal niestopowa
Stal niestopowa (daw. stal węglowa) – typ stali, w których zawartość określonych pierwiastków jest mniejsza od pewnych wartości granicznych. Graniczne stężenia masowe pierwiastków wyrażone są w procentach i zgodnie z obowiązującą normą PN-EN 10020:2003 są następujące:
| Pierwiastek chemiczny    | Stężenie masowe, % |
| ------------------------ | ------------------ |
| Glin                     | < 0,3              |
| Bor                      | < 0,0008           |
| Bizmut                   | < 0,1              |
| Chrom                    | < 0,3              |
| Inne (oprócz C, P, S, N) | < 0,05             |
| Kobalt                   | < 0,3              |
| Krzem                    | < 0,6              |
| Mangan                   | < 1,65             |
| Miedź                    | < 0,4              |

| Pierwiastek chemiczny | Stężenie masowe, % |
| --------------------- | ------------------ |
| Molibden              | < 0,08             |
| Nikiel                | < 0,3              |
| Niob                  | < 0,06             |
| Ołów                  | < 0,40             |
| Selen                 | < 0,1              |
| Tellur                | < 0,1              |
| Tytan                 | < 0,05             |
| Wanad                 | < 0,1              |
| Wolfram               | < 0,3              |

Występowanie odmiennych struktur stali, spowodowane jest różną zawartością węgla. Wpływa to na ich własności mechaniczne oraz warunkuje sposób obróbki, dlatego też stal niestopowa stosowana jest powszechnie przy wytwarzaniu konstrukcji oraz części urządzeń mechanicznych, wszędzie tam, gdzie jej charakterystyki są wystarczające do zastosowań.

## Podział stali niestopowych
- stale jakościowe – stosowane bez dodatkowej obróbki
- stale specjalne – często poddawane dodatkowej obróbce cieplnej lub obróbce chemicznej.

W zależności od zawartości węgla dzielą się na:
- stale niskowęglowe – o zawartości węgla do około 0,3%
- stale średniowęglowe – o zawartości od 0,3 do 0,6%
- stale wysokowęglowe – o zawartości powyżej 0,6%

W zależności od zawartości zanieczyszczeń P i S dzielą się na:
- stale zwykłej jakości – P + S = 0,10%
- stale wyższej jakości – P + S = 0,07%
- stale najwyższej jakości – P + S = 0,03%

W zależności od stopnia odtlenienia stale dzielą się na:
- stale uspokojone – najczęściej wyższej i najwyższej jakości; odmianą tej stali jest stal uspokojona niestarzejąca się
- stale półuspokojone
- stale nieuspokojone

W zależności od zastosowania stale dzielą się na:
- stale konstrukcyjne
- stale narzędziowe
- stale o szczególnych właściwościach fizycznych i chemicznych

W zależności od składu chemicznego dzielą się na:
- stal przeróbczą (nisko-, wysokofosforowa)
- odlewniczą (np. Pig-P1, Pig-P3, Pig-P6)
- inne niestopowe[1]